# 93-тя піхотна дивізія (США)
93-тя піхотна дивізія (США) (англ. 93rd Infantry Division (United States) — військове з'єднання, піхотна дивізія армії США. Дивізія брала участь у бойових діях Першої та Другої світових воєн. 93-тя піхотна дивізія була одним з «кольорових» «сегрегованих» формувань армії США. Під час Першої світової війни було організовано лише чотири піхотні полки, два штаби бригад і тимчасовий штаб дивізії, а штаби дивізії та бригади були розпущені в травні 1918 року. Тому, полки воювали переважно під французьким командуванням у цій війні та взяли участь у Другій битві на Марні. Вони отримали від французів прізвисько «Блакитні шоломи» (фр. Casques Bleus), оскільки цим підрозділам були видані французькі шоломи «Адріан» чорного кольору. Таким чином, дивізійна нашивка стала відображенням блакитного французького шолома на честь служби у французькій армії під час німецького весняного наступу.
У Другій світовій війні дивізія була активована вдруге й весь період воєнних дій служила на Тихоокеанському театрі війни, але участі в боях не брала. 15 травня 1942 року у Форт-Уачука, штат Аризона, дивізія була відновлена під назвою «кольорова піхота», а в 1944 році була відправлена на Гуадалканал. Більшість її полків в основному використовувалися як будівельні підрозділи та в оборонних операціях у південній частині Тихого океану. У 1945 році 93-тя піхотна дивізія була відведена з фронту, за всю війну в ній загинуло 12 осіб. Родовід кількох її підрозділів продовжують підрозділи Національної гвардії армії Іллінойсу та Меріленда.

## Історія з'єднання
93-я дивізія спочатку була відома як 93-я дивізія (тимчасова). Були сформовані лише піхотні бригади, які воювали під французьким командуванням. 93-тя дивізія складалася з наступних частин:
- 185-та бригада (піхотна)
  - 369-й піхотний полк
  - 370-й піхотний полк
- 186-та бригада (піхотна)
  - 371-й піхотний полк
  - 372-й піхотний полк
- частини підтримки, забезпечення та управління

Дивізію активізували в грудні 1917 року й відправили до Франції; однак її війська ніколи не воювали разом як дивізія, і фактично тимчасовий штаб дивізії був розформований у травні 1918 року. Попри заперечення командира дивізії бригадного генерала Роя Гоффмана його бригади були розформовані, а полки передано на доукомплектування формувань французької армії. Їм було видано французьке спорядження та зброю, але носили вони американську форму.
Загальні втрати усіх полків, що билися у різний період у складі французьких піхотних дивізій 2-ї, 4-ї, 10-ї та 13-ї армій, становили 3167 людей, з них 523 загиблих у бою та 2644 поранених. 93-тя дивізія мала двох кавалерів медалі Пошани — лейтенант Джордж С. Робб і капрал Фредді Стоуерс — 75 хрестів «За видатні заслуги» та 527 медалей Воєнний крест.
15 травня 1942 року 93-тя піхотна дивізія була активована вдруге. До її складу увійшли 368-й, 369-й та 25-й піхотні полки. 24 січня 1944 року підрозділи дивізії були перекинуті морем до Нової Гвінеї, на Соломонові острови та до архіпелагу Бісмарка. Дивізія активної участі в боях не брала, виконуючи другорядні завдання. За час війни бойові втрати склали 133 особи, з них у бойових діях загинули 12 осіб, дістала поранень 121 особа.
3 лютого 1946 року дивізію розформували.